# Hafen Karlshagen
Der Hafen von Karlshagen liegt südlich von Karlshagen am Peenestrom und ist der größte Hafen des deutschen Teils der Insel Usedom. Er bietet Platz für über 100 Boote.

## Geschichte
Der Hafen wurde am 30. Juni 1930 als Fischereihafen eröffnet. Im Zuge der Errichtung der Heeresversuchsanstalt Peenemünde wurde er ab Mitte der 1930er Jahre erweitert und verfügte zeitweise über einen Gleisanschluss der Werkbahn Peenemünde.
Heute wird der Hafen überwiegend touristisch als Yachthafen genutzt. Nach 1990 entstanden im Hafenbereich Ferienwohnungen.

## Sonstiges
Im Hafen befindet sich ein Stützpunkt des Außenbezirks Stralsund des Wasserstraßen- und Schifffahrtsamts Ostsee.

## Galerie

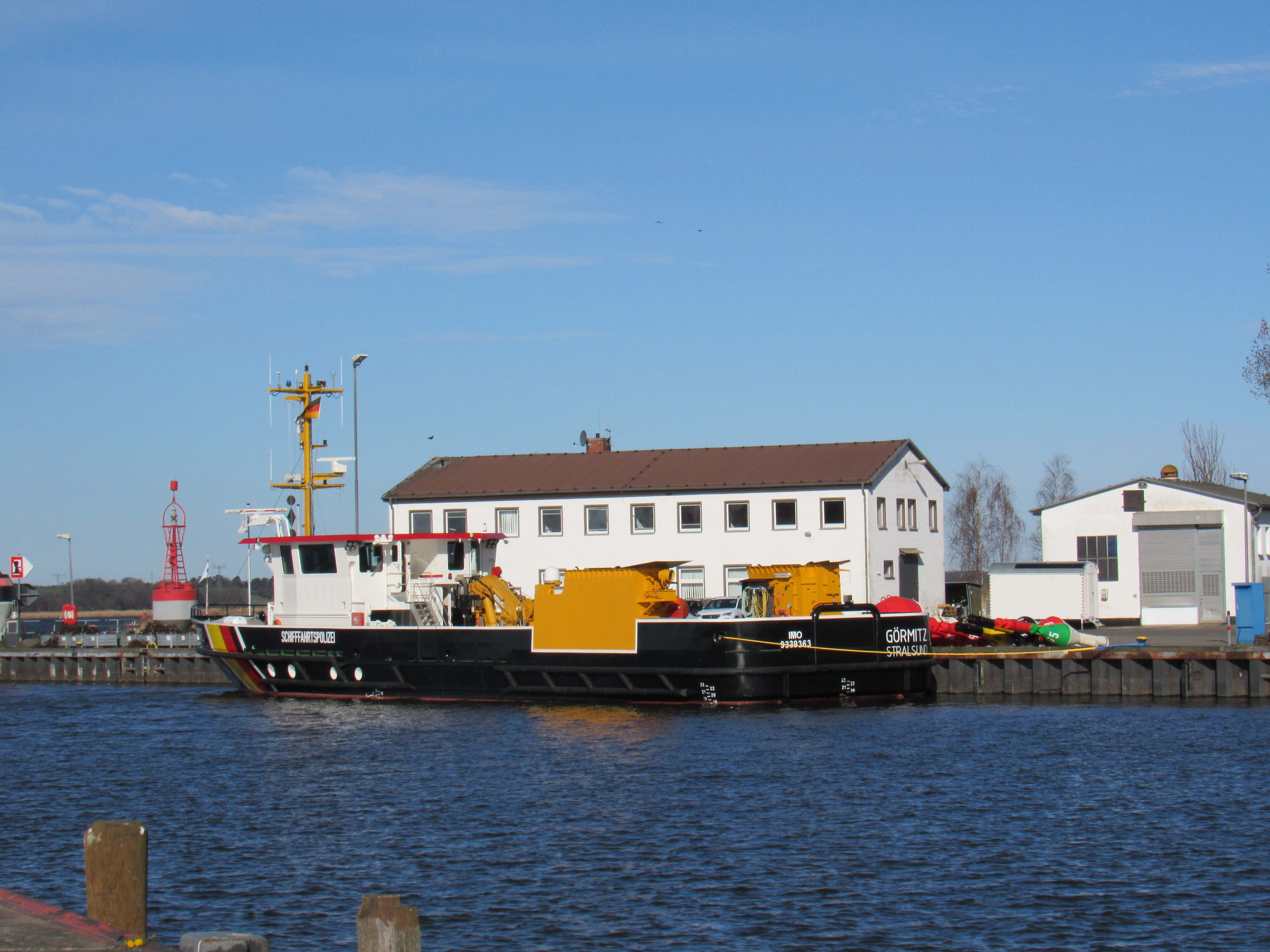
Wasserstraßen- und Schifffahrtsamt
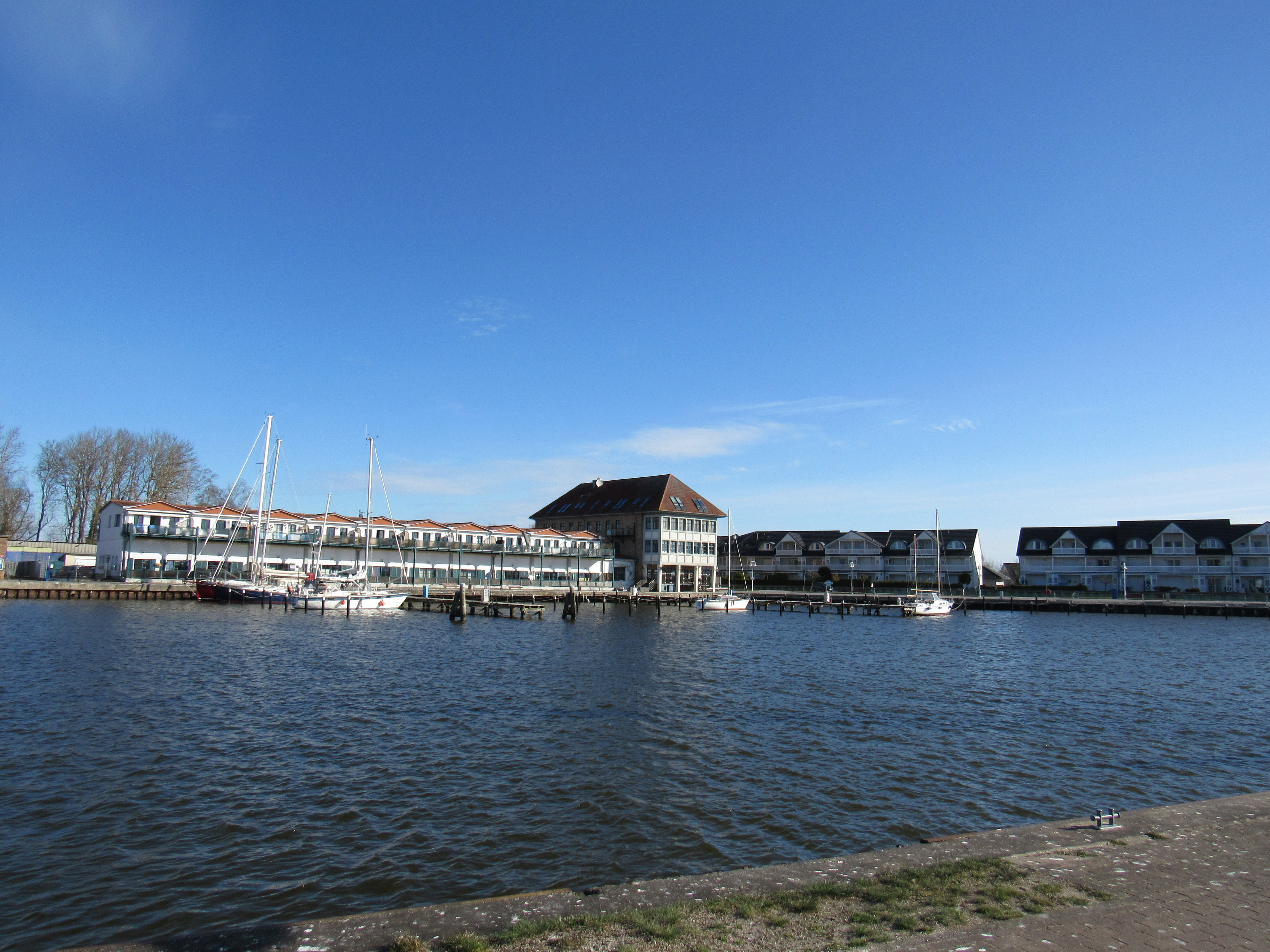
Hotels am Hafen